# Забастовка Гильдии сценаристов США (2008)

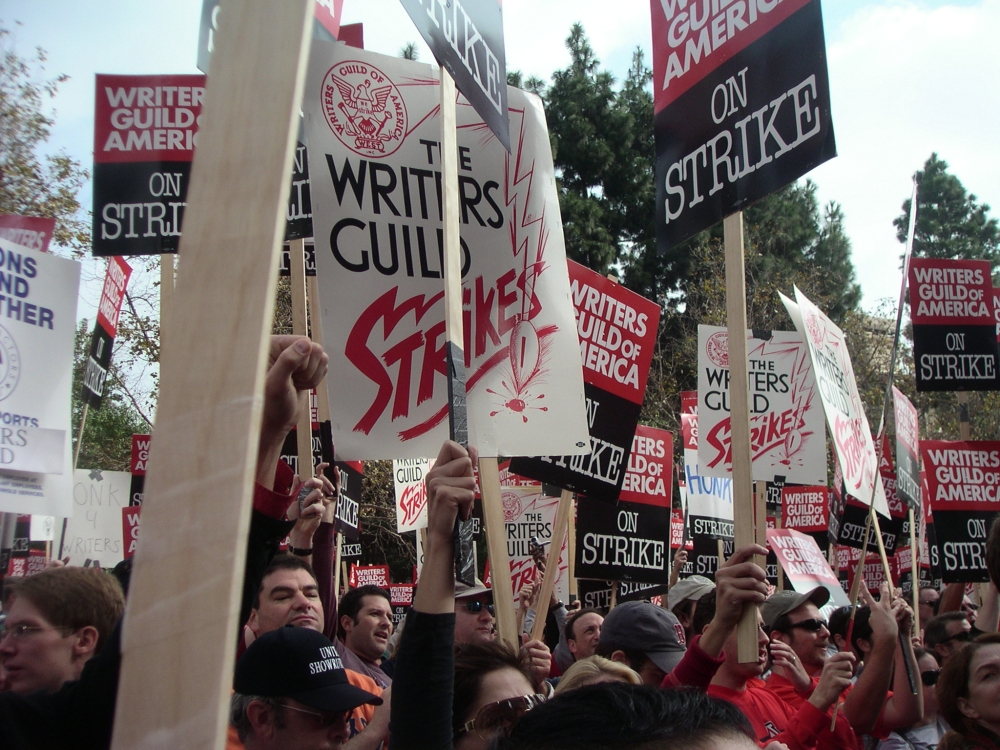
Забастовка сценаристов в Лос-Анджелесе

Забастовка Гильдии сценаристов США — крупнейшая за последние 20 лет
забастовка сценаристов в США, начавшаяся 5 ноября 2007 года и продлившаяся до 12 февраля 2008 года.
Требования Гильдии сценаристов состояли в заключении нового контракта с Альянсом продюсеров кино и телевидения, в котором проценты отчислений авторам за продажи кино- и телепродукции на DVD и в Интернете были бы увеличены.
Во время переговоров стороны не смогли достигнуть соглашения, в результате сценаристы объявили о начале забастовки, продлившейся 100 дней.
В забастовке приняли участие западное и восточное отделения Гильдии сценаристов США, их поддержала Гильдия актёров, множество популярных актёров и политиков.
Забастовка принесла многомиллионные убытки студиям.
На время были приостановлены съёмки множества телесериалов, отложены на неопределённый срок съёмки некоторых полнометражных фильмов и ток-шоу, были отменены несколько церемоний награждения кинопремиями.
Решение о прекращении забастовки было принято 12 февраля 2008 года, а уже 26 февраля Гильдия сценаристов объявила о подписании нового контракта с продюсерами. Срок действия контракта закончился 1 мая 2023 года, переговоры между сторонами не привели к какому-либо результату и в полночь 2 мая Гильдия сценаристов объявила новую бессрочную забастовку.

## Хроника событий
Переговоры между Гильдией сценаристов и Альянсом продюсеров кино и телевидения были начаты 16 июля 2007 года.
1 ноября 2007 года истёк срок трёхлетнего контракта между сценаристами и продюсерами, который регулирует порядок отчисления денежных средств сценаристам от киноиндустрий. 4 ноября 2007 года сценаристы прервали переговоры с Альянсом продюсеров и объявили о начале забастовки.
Предварительное соглашение сторонам удалось заключить лишь 8 февраля 2008 года, 10 февраля руководство Гильдии сценаристов одобрило подписание нового контракта и через два дня решением 92,5 % от общего числа членов Гильдии забастовка была остановлена.

## Результаты забастовки
Согласно подписанному итоговому соглашению между сценаристами и продюсерами авторские гонорары сценаристов от продажи DVD были увеличены, также за кино- и телепродукцию, распространяемую через Интернет, мобильные телефоны и другие современные каналы распространения, сценаристы будут получать фиксированную сумму первые два года и 2 % прибыли от продаж в течение третьего года после начала действия соглашения.
Экономический ущерб забастовки оценивается по-разному.
Общие потери оцениваются по различным источникам от 1,3 до 2,1 млрд долларов.
По заявлению главы департамента экономического развития Лос-Анджелеса Джека Кайзера общий экономический ущерб от забастовки для Лос-Анджелеса обошёлся в 2,5 млрд долларов США.
Одна только отмена церемонии «Золотой глобус» в январе 2008 года обошлась организаторам в 60 млн долларов.
Многие студии разорвали контракты с бастующими сценаристами.
По сообщению исследовательской компании Nielsen по состоянию на конец января 2008 года недельная аудитория телеканалов сократилась на 21 %.
Некоторые американские телеканалы потеряли до 50 % своей аудитории.